# 元住吉検車区
元住吉検車区（もとすみよしけんしゃく）は、神奈川県川崎市中原区に存在する東急電鉄の車両基地。

## 概要
東急東横線・目黒線元住吉駅の南側にあり、長津田検車区に次ぐ規模を持ち、他社線の車両も多数留置されている。また、東急電鉄の社員研修所が隣接している。
当区への入・出庫は従来、元住吉駅から行われていたが、2006年9月25日のダイヤ改正で元住吉駅が高架化されたため、地平にある検車区には駅構内から直接入・出庫することができなくなった。

現在、入出庫は渋谷・目黒方面は武蔵小杉駅から、横浜・新横浜方面は武蔵小杉駅または日吉駅から行われている。なお、当区から武蔵小杉駅への回送列車は2008年6月22日に開業した目黒線の線路を、日吉駅への回送列車は東横線の下り線に接続する下り出庫線をそれぞれ経由して運転される。また、菊名からの元住吉行だった列車は、現在回送列車として一旦武蔵小杉駅に到着後、方向転換して当区に入庫している。

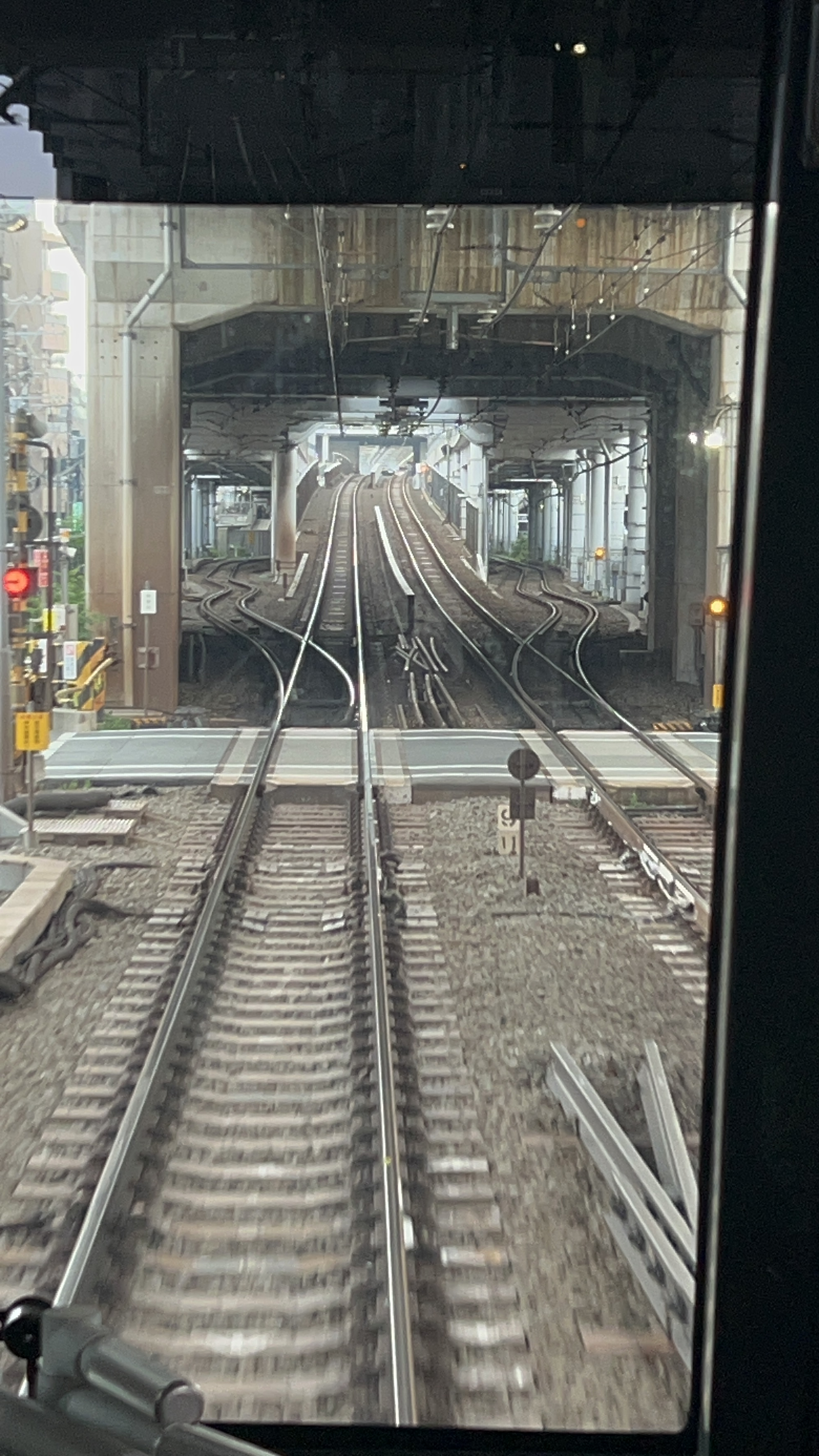
武蔵小杉方から見た東急目黒線（内側）と元住吉検車区（外側）の分岐点。正面の線路の先には元住吉駅が見える。（2024年6月）

- 敷地面積：55,309m2[2]　建物面積:4,571.4m2[2]
- 最大留置車両数：372両（10両編成・8両編成・6両編成を最大45編成留置可能[2]）
- 構内には屋根付きの検査場が3線、高架下屋外ピット線が2線、車両洗浄線が2線、修理場（台車トラバーサー、天井クレーン、車輪転削盤）が1線ある[2]。
  - ただし、10両編成（5050系4000番台）は車輪転削の有効長が確保できないことから、長津田検車区へ回送して実施している[2]。
  - 屋根付きの検査場は、新たに配置される10両編成に対応するため、2012年に建て替えられたものである[4]。

### 元住吉工場
東京急行電鉄の前身である目黒蒲田電鉄では、開業当初より奥沢駅構内に設けられた奥沢電車庫が車両工場の役割を担っていた。東京横浜電鉄の東横線が開業して元住吉電車庫が設けられたが、主力の検査施設は奥沢電車庫であった。しかし、東横線の渋谷への延長や大井町線の開業等により車両数が大幅に増加したため、1928年（昭和3年）1月に元住吉電車庫の敷地に元住吉工場が建設された。
発足当初の敷地面積は1万2,000 m2であり、施工能力は年間約50両であった。発足当初から東横線・目蒲線・大井町線車両の1か月以上の定期検査と修繕を施工していた。ただし、戦後の1946年（昭和21年）8月に東京急行電鉄に支社制が敷かれ、目蒲線・大井町線車両の検査・修繕は新設した奥沢工場に移管したが、1950年（昭和25年）9月に再度元住吉工場に集約した。翌1951年（昭和26年）10月、元住吉工場の拡張工事が完成し、池上線の雪が谷工場も吸収合併され、鉄道線全線の定期検査・修繕を受け持った。
しかし、度重なる車両増備によって元住吉工場は施工能力の限界に達し、また隣接する元住吉検車区自体も度重なる東横線の車両増備により留置能力の不足が発生していた。このため、こどもの国線沿線に新たな工場施設を建設して元住吉工場を移転させ、工場跡地を元住吉検車区の拡張に供することが決定した。長津田車両工場は1970年（昭和45年）11月の操業を目標として建設工事が進められていたが、こどもの国線に東急電鉄の検査入出場車両が走ることに、厚生省と大蔵省（当時）の許可が得られず、操業開始は1972年（昭和47年）10月まで遅れた。

## 沿革
なお、沿革には元住吉工場についても記載する。
- 1926年（大正15年）2月14日 - 東京横浜電鉄線開業に伴い、奥沢電車庫の分工場として元住吉電車庫が発足する[5]。
- 1928年（昭和3年）1月21日 - 元住吉工場が建築され、東横線・目蒲線・大井町線車両の検査・修繕業務を担当する[5]。奥沢電車庫の検査・修繕業務を元住吉工場に移管[5]。ただし、太平洋戦争中は本土空襲により、目蒲線・大井町線車両の元住吉工場への回送が難しくなり、やむを得ず奥沢工場を復活させて定期検査・修繕を実施した[5]。
- 1946年（昭和21年）8月1日 - 東京急行電鉄に支社制が敷かれ、目蒲線・大井町線車両の検査は新設した奥沢工場に移管される（元住吉工場は東横線車両の定期検査・修繕を担当）[5]。
- 1948年（昭和23年）5月1日 - 元住吉工場より月検査・臨時検査を、元住吉電車庫より列車検査が移管され、元住吉検車区が発足する[2]。
- 1950年（昭和25年）9月 - 目蒲線の奥沢工場を吸収合併[5]。
- 1951年（昭和26年）10月 - 元住吉工場の拡張工事が完成し、池上線雪が谷工場を吸収合併（東京急行の鉄道全線の定期検査を担当）[5]。
- 1963年（昭和38年）8月 - 東側に留置線を増設、元住吉駅ホームを渋谷寄りに移転[5]。
- 1967年（昭和42年）12月 - 軌道線（玉川線・砧線・下高井戸線）を担当する大橋工場を吸収合併（東京急行の鉄道線・軌道線すべての定期検査を担当）[5]。
- 1972年（昭和47年）10月 - 長津田車両工場発足に伴い、元住吉工場が廃止される[5]。これに合わせて検車区の拡張工事が実施される。
- 2000年（平成12年）8月6日 - 目蒲線の運転系統変更に伴い雪が谷検車区奥沢班を元住吉検車区に統合。目黒線車両は元住吉検車区所属となった[2]。
- 2006年（平成18年）9月24日 - 同日未明に行われた武蔵小杉 - 日吉間の線路切り替え（高架化）に伴い、入庫を武蔵小杉駅からの回送、出庫を武蔵小杉・日吉両駅への回送に変更。
- 2006年（平成18年）12月1日 - 検車区業務を東急レールウェイサービスに移管[2]。
- 2010年（平成22年）10月 - 検車区業務を東急レールウェイサービスから東京急行電鉄に再度移管[2]。
- 2012年（平成24年）6月 - 新検査場が完成[2][4]。
- 2017年（平成29年）3月 - 直通運転を行うS-TRAIN用西武40000系電車（トイレ付きデュアルシート車両）のメンテナンスを昼間留置時に行うため、東急の車両基地としては初めて汚物処理施設を設置。[要出典]

## 配置車両

### 東横線・東急新横浜線
- 5050系：8両編成21本（200両）
  - 5155Fは元住吉駅追突事故で廃車となった。5156Fは廃車されたY500系Y516Fの補填として横浜高速鉄道に譲渡されたが、引き続き当区に在籍している。
  - 5173Fは、2020年7月に新造したデハ4611＋サハ4711を組み込み、既存車にも改番を行った上で10両編成の4111Fとして4000番台に編入された。
  - 5166F - 5169Fの4本は、2022年8月から翌年5月にかけて新造された中間車を2両ずつ組み込み[6]、既存車にも改番を行った上で10両編成の4112F - 4115Fとして4000番台に編入された。これらの編成は、平日夕方の着席指定サービス「Q SEAT」に充当するため、新造した2両の中間車にはロング/クロスシート両方に転換可能な座席が備わっている。
- 5000系：8両編成4本（32両） ※5118F・5119F・5121F・5122Fのみ
  - 田園都市線用として製造されたが、東横線用に改造の上、元住吉検車区に配置された。
- 5050系4000番台：10両編成15本（150両）

### 目黒線・東急新横浜線
- 3000系：8両編成13本（104両）
- 5080系：8両編成10本（80両）
- 3020系：8両編成3本（24両）

### みなとみらい線
- Y500系：8両編成6本（48両・横浜高速鉄道からの受託車）
  - Y516Fが元住吉駅追突事故で廃車となったため、補填として5050系の5156Fが横浜高速鉄道に譲渡、Y517Fに改造された。